# Сима Соколовић
Симеон "Сима" Соколовић (буг. Симеон "Симо" Соколов; Грознатовци, 1848 — Софија, 20. април 1918) је био комитски војвода, официр српске и бугарске војске и вођа Шопског устанка.

## Биографија
Сима Соколовић је рођен 1848. године у знепољском селу Грознатовци код Трна (данас општина Сурдулица, Србија). Припада роду Соколовића чији су далеки преци према усменом извештају из 20. века били Мехмед паша Соколовић и Макарије Соколовић. Након њихове смрти, изложени прогону Турака и потурчењака, православни Соколовићи су напустили Босну и после дугог лутања по Србији населили су се у планинама Крајишта, тачније у Знепољу.
Као десетогодишњак напустио је своје село и отишао у Кнежевину Србију, у којој је већ постојала бројна бугарска колонија. Његов отац Јован (Иван) и стричеви су се бавили дунђерским занатом, и најпре су се настанили у Тополи, где је Сима завршио основну школу. Године 1865. је уписао гимназију у Београду, где је упознао бугарску политичку емиграцију. Посебан утицај на њега је имао Љубен Каравелов, док му је ђакон Дионисије Антонов, који је у Београду учио богословске науке, давао новчану помоћ. Гимназију је завршио 1870. године. Те 1870. године Симa Соколовић (ученик 4. разреда полугимназије београдске) био у Београду скупљач претплате, за Вукову књигу српских народних приповетки. Био је на првој години Богословске школе, али је наставио школовање на Историско–филолошком
факултету Великој школи.
Након што је избио Херцеговачки устанак 1875, Соколовић је са својим бугарским
истомишљеницима, пре свега Љубеном Каравеловим, подржавао борбу за ослобођење од Турака. Упознаје се Симa са Васом Пелагићем и Богданом Зимоњићем. Уочи Српско-турског рата (1876–1878), прошао је убрзани курс војне обуке, која га је препоручила за официрски чин.

### Српско-турски ратови
За време Првог српско-турског рата је био командант „Старо-Србијанског“ батаљона кога су чинили добровољци из Нишког санџака. Постојала је "Чета Симе Соколовића" 1877. године, са 244 четника, подељених у две јединице. Једна јединица је кренула за Брезник а друга за Косарево. Добровољци из околине Трна добили су децембра те године оружје донесено из Србије, од стране војводе Симе. Сима је са двадесетак сабораца преузео од Србије и пренео преко границе, 600 пушака и 20 сандука муниције, које му је дао српски пуковник Хорватовић. Пошто су из Трна почели да одступају Турци, организован је народни устанак.
У саставу добровољачких јединица су се налазили и Бугари и Срби из различитих крајева Османског царства. Истакао се током 1878. године у бојевима на Кади Богазу, Бабиној Глави, Тресибаби, а највише у борбама за ослобођење Пирота, као и у продору српске војске према Ћустендилу. Око Црне Траве и Масурице био је положај поручника Соколовића са 100 устаника.
Са групом добровољаца из Клисуре, учествовао је у бици за ослобођење Врања. По ослобођењу Подујева од Турака 1878. био је први срески начелник у том месту.
Српска војска га је више пута похвалила и одликовала га за исказану храброст. Одликован је златном колајном за храброст и почасним чином поручника српске војске.
Као и други Бугари који су учествовали у рату као припадници српске војске задржао је трајне везе са саборцима и пријатељима у Србији.
Када је део Знепоља са градом Трном, који је од Турака ослободила српска војска, на захтев Руса, а по одлуци Берлинског конгреса припао Бугарској, своја два рођена брата Тончу и Стаменка је довео у Пусту реку и населио их у Лапотинцу.
Након стварања Кнежевине Бугарске вратио се у завичај. У Бугарској је био народни посланик, а бавио се и адвокатуром. Као посланик се залагао за обнову Трнског краја, који је у рату тешко страдао.

### Српско-бугарски рат
Припремајући се за уједињење две бугарске државе, створен је у селу Дермедере код Пловдива "Тајни одбор за уједињење обеју бугарских земаља", под председништвом проф. Захарија Стојанова. Члан тог одбора био је и капетан Сима Соколовић, тада командант жандармерије бугарске. Након насилног припојења Румелије, септембра 1885. године заоштрили су се односи између Србије и Бугарске. Уследио је од стране Србије прекид дипломатских односа, и припреме за рат. Српско-бугарски рат, као и већину Бугара га је изнанадио. Мада је имао капетански чин, који је у бугарској војсци био практично највиши и велико ратно искуство, није могао да се бори против српске војске. Поверена му је једна добровољачка формација за одбрану Софије, до које српска војска није ни стигла.
Након рата је помагао српске емигранте и живео углавном мирно, ван политичке и страначке сцене. Након угушења Тимочке буне 1883, подигнуте против краља Милана Обреновића, већина њених учесника је похапшена, али су водећи идејни покретачи буне, на челу са Николом Пашићем, Алексом Станојевићем и другим, успели да избегну хапшење прешавши у Кнежевину Бугарску. Главни циљ им је био свргавање краља Милана са престола, а организација за побуну је рађена из Бугарске, уз помоћ бугарских ратних другова, међу којима је био и адвокат!!! Сима Соколовић.